# Charles Duvernet
Pour les articles homonymes, voir Duvernet et Robin.
Charles Duvernet ou Charles Robin-Duvernet, né à La Châtre le 15 juillet 1807 et mort dans la même ville le 17 octobre 1874, est un écrivain français. Il est connu comme ami très proche de George Sand et comme témoin de la vie à La Châtre et en Berry au milieu du XIXe siècle plus que pour la valeur intrinsèque de ses œuvres.

## Biographie

### Milieu familial
Charles Benoît Robin-Duvernet est plus souvent connu sous une forme abrégée de son nom (Duvernet). Robin est le nom patronymique de sa famille paternelle, une famille de notables bourgeois originaire du Châtelet ; son père, Charles Nicolas Robin-Duvernet (1771-1835), receveur particulier des finances à La Châtre de 1803 à sa mort, a ajouté à son patronyme le nom d'une terre (Le Vernet) située à Vijon pour se distinguer, comme il était courant à cette époque, d'autres membres de la famille et notamment de son frère aîné Jean-Baptiste Robin de La Ronde (1765-1844), qui a été député de l'Indre pendant les Cent-Jours.
Il épouse le 26 août 1832 à La Châtre Eugénie Ducarteron (1816-1882), fille d'un propriétaire de La Châtre. Ils ont deux garçons et une fille : Frédéric est propriétaire à La Châtre ; Charles Eugène devient médecin à Paris ; Berthe épouse le 2 juin 1856 à Saint-Chartier Cyprien Girerd, qui sera par la suite préfet de la Nièvre pendant quelques mois en 1870-1871, député de la Nièvre (1871-1881), trésorier-payeur général, sous-secrétaire d'État.
Charles Duvernet vit à La Châtre et, en été, au château du Coudray, qui est un petit manoir sis à Verneuil-sur-Igneraie, à une dizaine de kilomètres au nord de La Châtre ; cette demeure a été achetée par son père en 1808.

### Amitié avec George Sand
Charles Duvernet était un ami d'enfance de George Sand. Cette amitié s'est maintenue tout au long de leur vie, jusqu'à la mort de Charles. Ils échangent une abondante correspondance. Ils ont en commun l'intérêt pour la littérature et particulièrement pour le théâtre – Charles a monté une troupe de comédiens amateurs à La Châtre ; il a écrit des pièces qui ont été jouées au petit théâtre de Nohant – et la musique. Ils partagent également des idées politiques progressistes, fondent ensemble, avec d'autres, L´Éclaireur de l'Indre (14 septembre 1844 - 22 juillet 1848), s'enthousiasment pour les événements de 1848. George Sand lui a dédié son roman Horace (1841). Elle est la marraine de sa fille Berthe.
C'est lors d'une visite chez Charles, au château du Coudray, le 30 juillet 1830, que George Sand fait la connaissance de Jules Sandeau, qui va devenir son amant.

### La vie d'un bourgeois aisé
Duvernet mène la vie d'un bourgeois qui peut vivre de ses rentes et consacrer son temps à ses passions littéraires ou politiques. En 1848 cependant, il accepte un poste de receveur des finances à Ribérac (Dordogne), qu'il n'occupe que pendant quelques mois.
La fin de sa vie est assombrie par la perte de la vue. C'est surtout à ce moment de son existence qu'il fait œuvre d'écrivain, en dictant ses œuvres, sans rencontrer le succès.

## Œuvres
- Un péché originel, roman (1859).
- Faute de cœur, roman (1873).
- Étude historique sur Louis de Gonzague (1870).
- Des articles, publiés surtout dans les revues locales.
- Des écrits intimes, réunis et publiés seulement en 2015[8].

Pour une liste détaillée, voir Claire Le Guillou, op. cit., p. 725-726 (« Bibliographie des œuvres de Charles Duvernet »).